# Plaza México

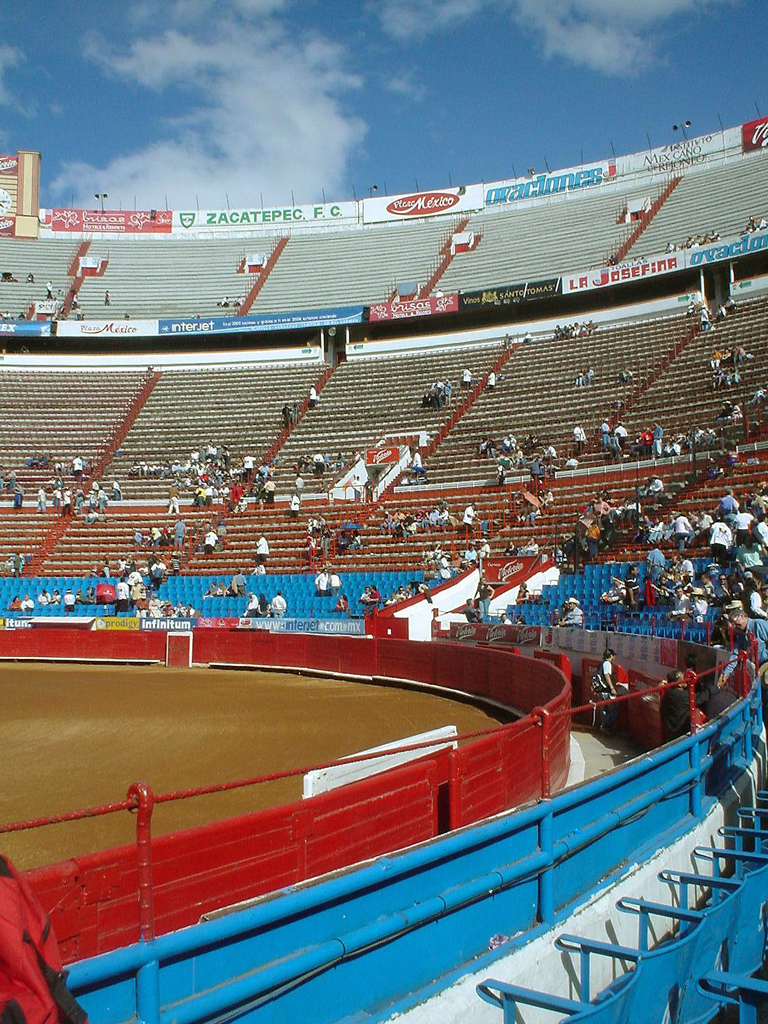

La Plaza México è una plaza de toros situata in Messico, essa è la più grande del mondo ed è considerata, assieme alla Plaza de Toros di Siviglia, a Las Ventas e alla Plaza de toros Monumental de Valencia in Venezuela, una delle più importanti al mondo. È situata nella colonia Nochebuena di Città del Messico, nella regione centro sud della città, nella zona chiamata Ciudad de los Deportes.
Ha una capienza di 46.815 persone (sedute), ma è arrivata a contenerne più di 100.000 durante eventi musicali, ed è dedicata esclusivamente a concerti e a corride. L'arena ha un diametro di 46 metri e un viale di 2 ed è considerata, assieme allo stadio Maracanã, la prima grande opera di ingegneria sportiva in America Latina.
La stagione delle corride, chiamata Stagione Grande, ha inizio annualmente tra l'ultima domenica di ottobre e la prima di novembre. Ha una durata minima di 12 corride, quasi sempre estese a 20.

## Storia
Agli inizi degli anni '40, sorse la necessità di sostituire l'antica plaza de toros El Toreo della Condesa che ormai era stato superato ampiamente dalla crescita della popolazione di Città del Messico.
Progettata originariamente come parte di un gigantesco progetto mai realizzato, chiamato Città degli Sport, ha a lato lo Estadio Azul, sede della squadra di calcio del Cruz Azul. Il segreto della sua capacità risiede nel fatto che venne scavata, facendo così che i tifosi arrivino ai loro posti attraverso dei tunnel.
La costruzione fu finanziata dall'impresario Yucateco Neguib Simon e fu a carico di Modesto Rolland. La Mexico rimpiazzo il Toreo della Condesa come principale plaza de toros della città.
La sua distanza dalla plaza della Condesa, il suo disegno esteriore così diverso dal disegno tradizionale di una plaza de toros unito all'elevato costo dei biglietti, causarono una risposta poco entusiastica dei tifosi, e si temeva che la nuova plaza non avesse successo. Questi timori furono dissipati durante la serie di corride inaugurali, che cominciò il 5 febbraio e si prolungo oltre il termine.
Fu inaugurata il 5 febbraio 1946, oggi ad oltre 61 anni dalla sua inaugurazione ha ospitato grandi toreri messicani e internazionali.
Il 29 gennaio 2006 vi si verificò uno spettacolare incidente - fortunatamente senza gravi conseguenze - avente come protagonista il toro Pajarito ("uccellino"), che con un salto raggiunse la tribuna ed assalì alcuni spettatori. Fu il primo toro nella storia di quell'arena a riuscire in tale impresa.